# Friz
Frizzera é um sobrenome da língua italiana originário da região Trentino-Alto Ádige (norte da Itália). Deriva do alemão Federico, e que por sua vez, possui origem antigo germânico Frithurik, composto de "frithu" (paz, amizade) e "rikja" (lorde, senhor, príncipe), significando, assim, "Senhor da Paz", "Aquele que assegura a paz". O sobrenome, difundido no Valle dell'Adige (Vale do Ádige), na Província Autônoma de Trento, portanto, é um sobrenome alemão que se estabeleceu  no Trentino, mais especificamente na comuna de Garniga.
Curiosidades
A comuna de Cimone, com 538 habitantes, é composta por várias frazioni (distritos de uma cidade), dentre elas uma chamada Frizzera, a qual possui somente 17 habitantes atualmente. 
Esta frazione foi certamente uma das origens da família Frizzera no Trentino-Alto Ádige, onde os membros da família se dedicavam a atividade de latifundiários. 
Variações do nome Frizzera: Friz, Frizzi, Frizzotti, Frigato, Frighi, Frigo e Frizzarin.